# Maha Chtourou
Maha Chtourou (arabe : مها شطورو) est une actrice, animatrice de télévision et de radio tunisienne.
Formée en Égypte et à Paris, Maha Chtourou a été professeur de danse orientale et folklorique.
En 2010, elle est la co-scénariste avec Adel Ben Ahmed de la série Malla Zhar. 

## Filmographie

### Cinéma
- 2004 : L'Ascenseur (court métrage) d'Ibrahim Letaïef
- 2015 : La Maison mauve (court métrage) de Selim Gribâa

### Télévision

#### Séries
- 2002-2003 : Dima Labess de Nejib Belkadhi
- 2005 : Halloula w Slouma d'Ibrahim Letaïef
- 2008 : Weld Ettalyena de Nejib Belkadhi
- 2010 : Nsibti Laaziza (invitée de l'épisode 4 de la saison 1) de Slaheddine Essid  : Dorsaf
- 2010 : Malla Zhar de Sami Bel Arbi
- 2010 : Donia de Naïm Ben Rhouma
- 2012 : Pour les beaux yeux de Catherine de Hamadi Arafa : Najoua
- 2016 : B73 (série policière algérienne)
- 2018 : Dar Ajab

#### Émissions
- 2009 : Ness Nessma sur Nessma : rôle de la standardiste
- 2010-2013 : Couzinetna Hakka sur Nessma : animatrice[1]
- 2013 : Khrafit Nana sur Telvza TV : animatrice
- 2014 : Khalini Nehlem (Rêves d’enfants) sur Telvza TV : animatrice[2]
- 2014 : Taxi 2 (épisode 11) sur Nessma
- 2015 : Khiyamet Romdhane sur Echorouk TV et Benna TV : animatrice
- 2016 : El Mag sur M Tunisia : chroniqueuse
- 2018 : El Koffa sur El Hiwar El Tounsi : animatrice avec Jamila Bali et Manel Abdelkoui

### Vidéos
- 2007 : spot publicitaire pour la marque de margarine Goldina
- 2012 : spot publicitaire pour la marque d'harissa et de concentré de tomates Socodal
- 2015 : spot publicitaire pour la marque de concentré de tomates Lella
- 2015 : spot publicitaire pour l'Arab Tunisian Bank

## Radio
- 2014 : Fezz Tasmaâ El Aâzz sur Radio IFM : chroniqueuse